# Kees Moeliker
Kees Moeliker (Róterdam, Países Bajos; 9 de octubre de 1960) es un científico y catedrático de zoología neerlandés en Bonn.
Trabaja como director del Museo de Historia Natural de Róterdam (Países Bajos).
Su trabajo en el campo de la sexualidad animal ha sido reconocido con un título honoris causa en biología aplicada otorgado por la Universidad de Maguncia.
Ganó el Premio Ig Nobel de Biología de 2003 por su estudio sobre la necrofilia homosexual en el ánade real.